# Dahlgrenius dorsalis
Dahlgrenius dorsalis är en skalbaggsart som först beskrevs av Desbordes 1922.  Dahlgrenius dorsalis ingår i släktet Dahlgrenius och familjen stumpbaggar. Inga underarter finns listade i Catalogue of Life.